# Rústico

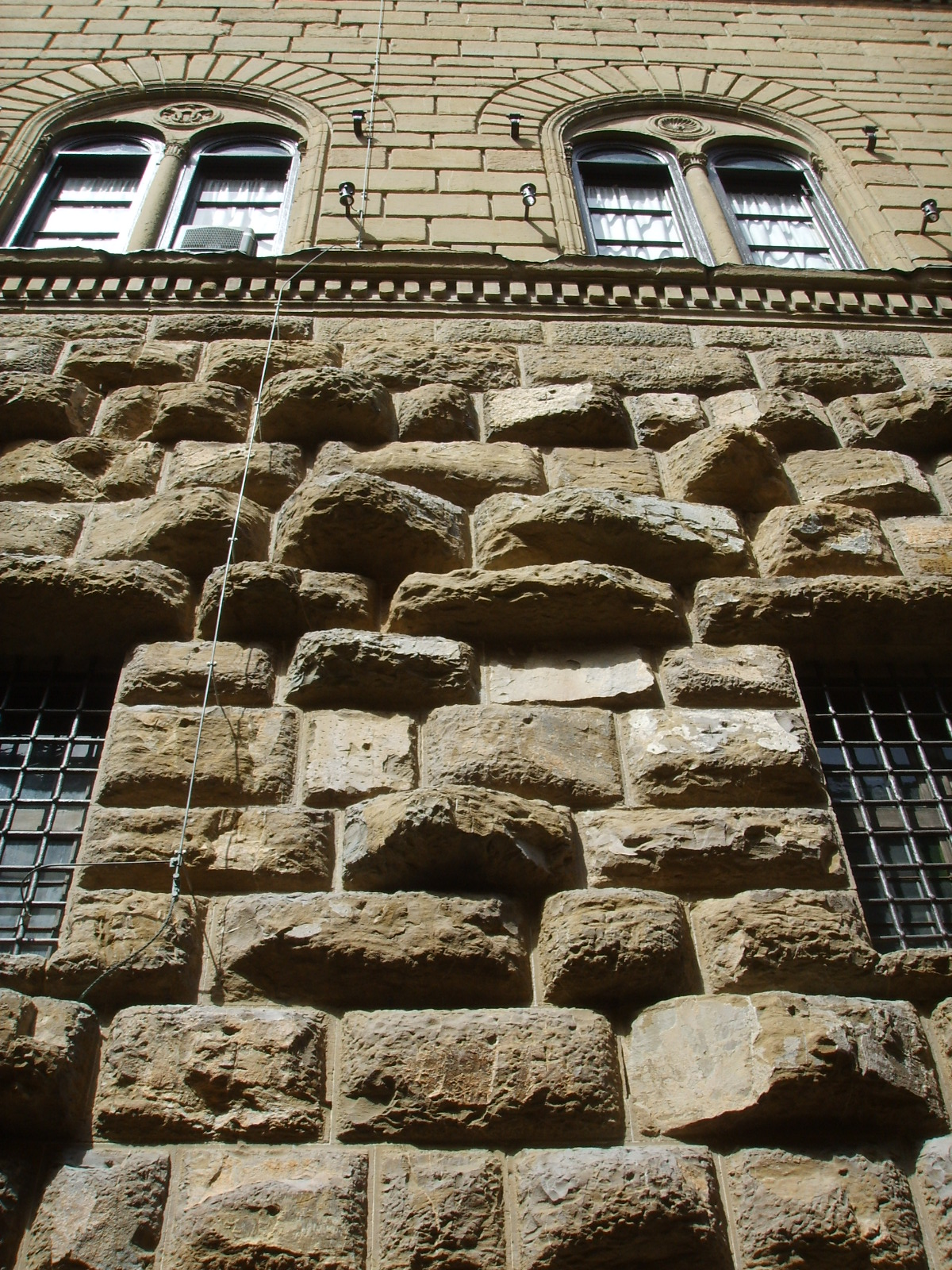
Dois estilos diferentes de rusticação no Palazzo Medici-Riccardi em Florença; superfície lisa acima e superfície áspera abaixo

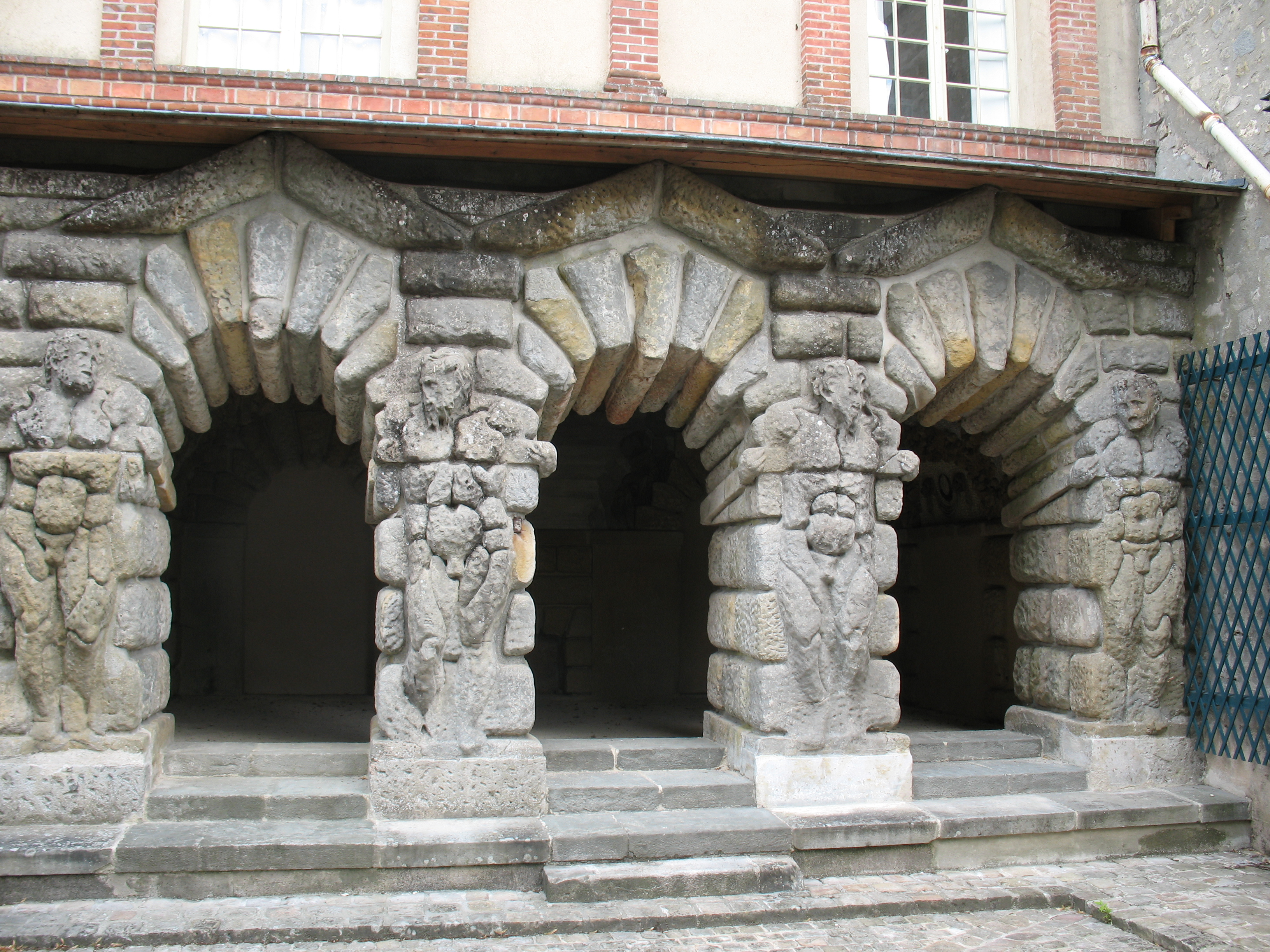
Rustificação "ciclópica" maneirista extrema no Palácio de Fontainebleau

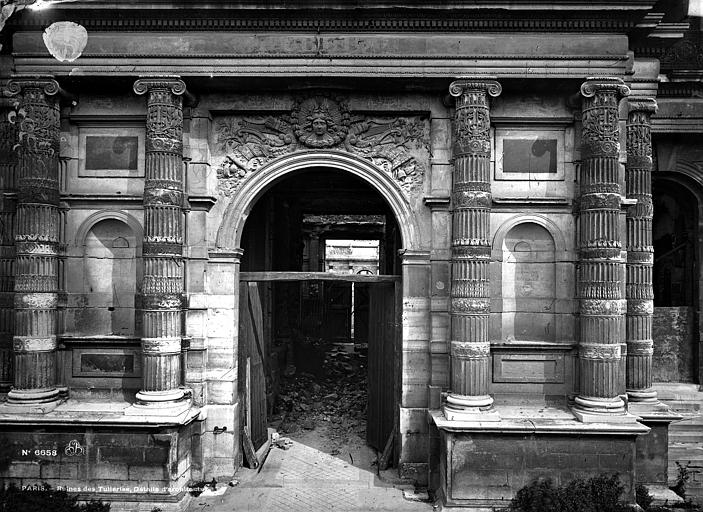
Banda de coluna é uma espécie de bossagem, que alguns arquitetos têem usado sobre colunas e pilastras, a que chamam coluna ou pilastra rústica; algumas vezes são essas bossagens unidas, como na ordem toscana do palácio do Luxemburgo; outras vezes são ornadas de escultura, como nas galerias do Louvre, em que aparecem as bossagens vermiculosas; ou enfim ornamentadas em baixo relevo nas diferentes bandas, como nos jónicos das Tulherias, e no portal de Santo Estevão do Monte em Paris. Estas bandas (fascia) são bordadas de um filete, ou outra moldura, em latim: zona.

Em arquitetura clássica, rústico é uma série de técnicas de alvenaria usadas na arquitetura clássica, conferindo às superfícies visíveis uma textura de acabamento que contrasta com a alvenaria lisa de blocos quadrados, chamada cantaria. A face visível de cada bloco individual é recortada nas bordas para tornar seu tamanho e posicionamento bem claros. A parte central da face de cada bloco pode receber uma superfície deliberadamente áspera ou rugosa.
Alvenaria rústica é encontrada já na plataforma do túmulo de Ciro II, o Grande em Pasárgada, na Pérsia (560 a.C. ), e era comumente usada em muros de contenção e terraços gregos e helenísticos. Foi usada de forma semelhante por Romanos, que também rusticaram estruturas utilitárias como aquedutos.
A alvenaria rústicada, recebe corte em angulo ou esguelha feito no rebordo de todos os lados das pedras. São formadas juntas largas que enfatizam as bordas de cada bloco, com recorte canelado nos chanfros ("juntas caneladas") fazendo cada bloco ressair da superfície, com arestas em bisel ou adoçamento por meio de um chanfro ou caveto. Em toda a pedra ou madeira que sobressai da sua superfície, com paramento tratado à bossagem, com superfície suave ou rugosa, a parte principal da face exposta pode receber acabamento bujardado, ou textura suave e trabalhada, para dar à superfície um acabamento mais ou menos áspero ou padronizado. Os arquitetos renascentistas italianos desenvolveram a tradição da rusticação, utilizando-a eficazmente para decorar palácios no século XV. São exemplo o Palácio Pitti (1458), o Palácio Medici-Riccardi (1444-59) e o Palácio Strozzi (c. 1489), cuja rusticação é frequentemente usada para dar peso visual ao piso térreo, em contraste com o almofadado suave acima. Embora pretenda transmitir uma simplicidade "rústica", o acabamento é altamente artificial, e as faces das pedras frequentemente são cuidadosamente trabalhadas para obter uma aparência de acabamento rugoso.
A bossagem, ou abossadura, tornou-se um elemento definidor na arquitetura renascentista, especialmente em Florença, e foi utilizada para conferir majestade às fachadas dos palácios ou ville. Alguns exemplos são o Palazzo Medici Riccardi (que tem uma rusticação diferente em cada piso), o Palazzo Rucellai em Florença e, nas igrejas, a collegiata di San Giovanni Battista em Angri (um exemplo de uma fachada inteiramente feita à bossagem com piperno liso de corte almofadado), o Palazzo dei Diamanti em Ferrara, que deve o seu nome à bossagem com ponta de diamante que decora toda a sua fachada; a fachada da igreja de Gesù Nuovo em Nápoles é também um exemplo valioso e antigo deste tipo de rusticação.
A rusticação era usada na antiguidade, mas tornou-se especialmente popular nos estilos clássicos revividos da arquitetura renascentista italiana e em períodos subsequentes, particularmente nos andares inferiores de edifícios seculares. Continua em uso em algumas arquiteturas modernas.

## História

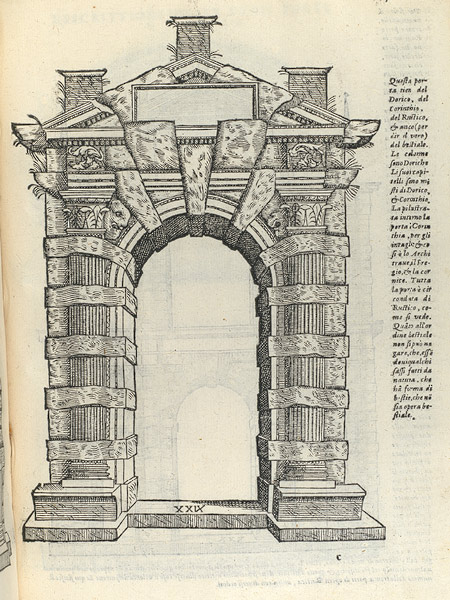
Ilustração de Serlio, portal rústico do tipo agora chamado de moldura de Gibbs, 1537

Embora a rusticação seja conhecida em alguns edifícios da antiguidade grega e romana, por exemplo, a Porta Maggiore de Roma, o método se tornou popular pela primeira vez durante o Renascimento, quando o trabalho em pedra dos andares inferiores e, às vezes, fachadas inteiras dos edifícios foram finalizadas dessa maneira. Era geralmente usado em edifícios seculares e sempre permaneceu incomum em igrejas, talvez por uma associação persistente com a arquitetura do poder militar; há exceções, como St Giles in the Fields, Londres (1730–34).
Provavelmente o exemplo mais antigo e influente é o Palazzo Medici Riccardi em Florença, construído entre 1444 e 1484, com dois acabamentos rusticados contrastantes. O térreo tem uma aparência irregular e genuinamente áspera, com uma variação no grau em que partes das faces dos blocos se projetam da parede que raramente é igualada posteriormente. Acima, a rusticação serve apenas para enfatizar os blocos individuais, e as faces são todas lisas e uniformes. Também em Florença, o Palazzo Strozzi, iniciado em 1489, com paramento almofadado boleado (arredondado, côncavo) oblongas, é um exemplo de arquitetura civil com sua pedra rusticada, inspirada no Palazzo Medici, mas com proporções mais harmoniosas. e a frente do Palazzo Pitti, iniciada em 1458, rusticaram todas as suas fachadas no mesmo estilo. Essas fachadas usavam apenas as ordens clássicas nos maineis dos aximezés, e em edículas, com formas arqueadas em rusticação como relevo principal das maciças paredes planas. O Palazzo Rucellai, provavelmente da década de 1460, começa a classicizar tais fachadas, usando rusticação com pietraforte num bujardado suave, exceto nas pilastras em cada andar.
Em Roma, o Palazzo Caprini ("Casa de Rafael", de Donato Bramante, em 1510, agora destruído) forneceu um modelo padrão para a integração da rusticação com as ordens. Aqui, a força óbvia de uma arcada em arco cego com aduelas enfáticas no andar térreo rusticado (na verdade usando estuque) deu suporte reconfortante às colunas dóricas pareadas do andar superior, apoiadas em pilares rusticados, encostadas em uma parede lisa. O primeiro grande edifício renascentista na Espanha, o Palácio de Carlos V em Granada (1527), tinha uma fachada térrea profundamente rusticada com almofadas biseladas nas juntas de forma regular (it: bugnato florentino).
A técnica foi adotada com entusiasmo pela geração seguinte de arquitetos maneiristas, com Giulio Romano à frente. A maioria dos primeiros exemplos desse estilo "rústico" é, portanto, construída para clientes sofisticados nos principais centros de gosto. O Palazzo Maccarani Stati, de Giulio, em Roma, e o Palazzo del Te, em Mântua, expandem ainda mais as aduelas, e o pátio em Mântua brinca com a técnica, com alguns blocos de cantaria, outros projetando-se mais que os demais, e blocos maiores posicionados mais altos que os menores. O escritor de arquitetura maneirista Sebastiano Serlio e outros de sua geração apreciavam o jogo entre elementos arquitetônicos rústicos e acabados. Na xilogravura de um portal do tratado de Serlio de 1537, a rusticidade em faixas da parede é aplicada diretamente sobre a coluna anexa e as molduras que cercam o portal, unindo todos os elementos.

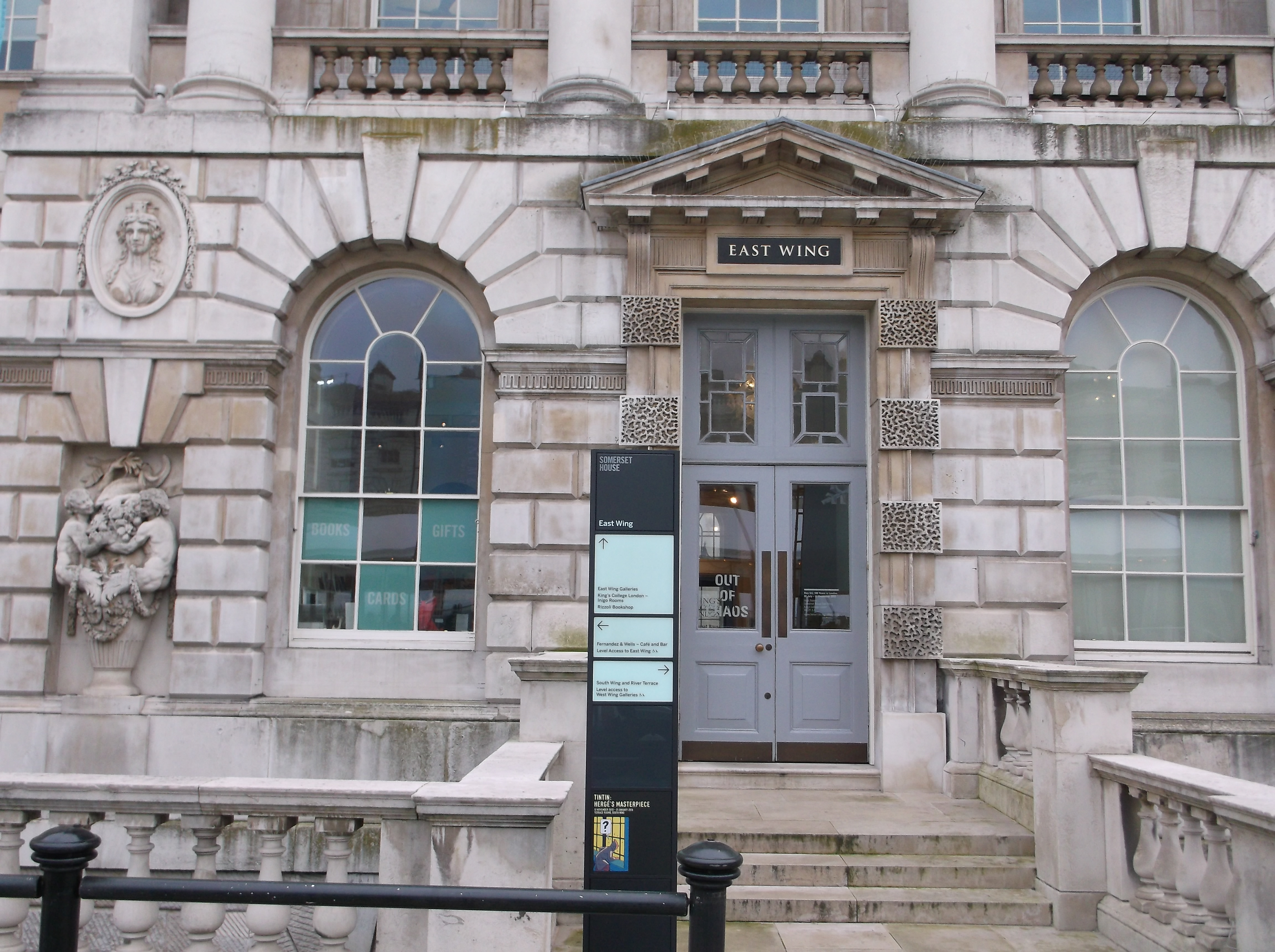
Pátio da Somerset House em Londres, principalmente com juntas em "V" de face lisa, mas com blocos quadrados vermiculados ao redor do contorno de Gibbs até a porta

Os italianos trazidos para expandir o Palácio de Fontainebleau introduziram a técnica na França. Sua disseminação para a Alemanha e a Inglaterra levou mais tempo, mas por volta do final do século XVI já havia alcançado todas as partes da Europa. Em sua obra,"Casa de Banquetes em Londres" (1619), Inigo Jones criou uma textura superficial levemente rústica para enfatizar os blocos em ambos os andares e unificá-los por trás de suas ordens de pilastras e colunas.
Durante o século XVIII, após o renascimento palladiano, a rusticação foi amplamente utilizada nos andares térreos de grandes edifícios, pois sua aparência artificial de simplicidade e solidez contrastava bem com a cantaria ornamental esculpida e as colunas dos andares acima: "A rusticação tornou-se quase obrigatória em todos os edifícios públicos dos séculos XVIII e XIX na Europa e nos EUA". Um andar térreo com rusticação, especialmente em uma mansão inglesa como Kedleston Hall, às vezes é chamado de "piso rústico", para distingui-lo do piano nobile acima. Além dos usos que enfatizam a horizontal, a rusticação é frequentemente usada em faixas verticais relativamente estreitas, nas cantarias nos cantos ou em outros lugares. A rusticação também pode ser confinada aos contornos de arcos, portas ou janelas, especialmente no topo. Nessas e em outras situações em que a rusticação para horizontalmente, a borda geralmente é composta de blocos longos e curtos alternados verticalmente. O rústico, portanto, muitas vezes inverte os padrões da arquitetura medieval e vernacular posterior, onde as superfícies de paredes grosseiramente trabalhadas contrastam frequentemente com as cantarias e molduras das aberturas.

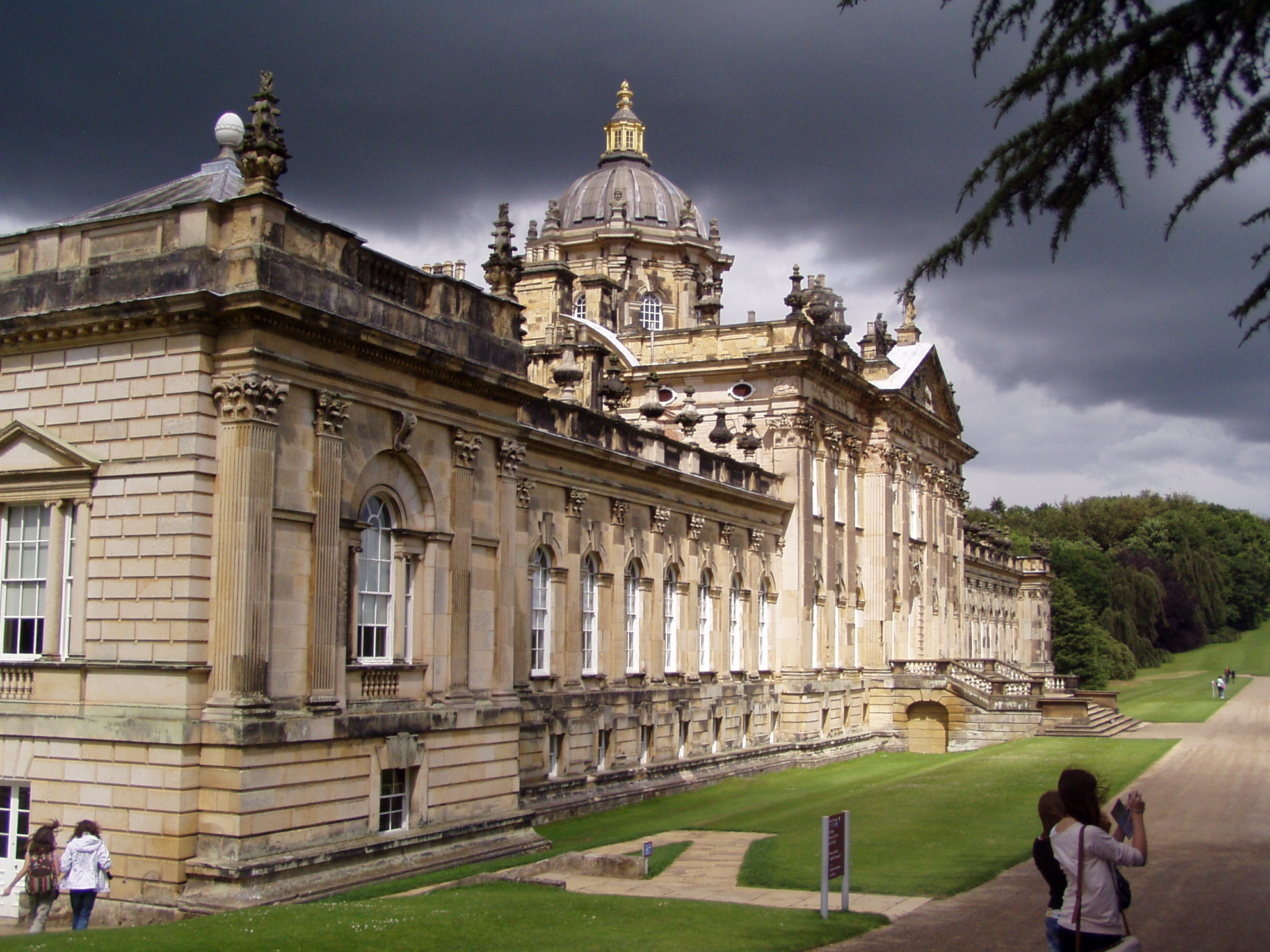
A rusticação regular de face lisa (à esquerda) se transforma em rusticação horizontal com faixas na esquina do Castelo Howard, em North Yorkshire, Inglaterra.

Livros de arquitetura de autores como James Gibbs e William Chambers apresentam recomendações detalhadas para as proporções dos blocos em relação às colunas na mesma fachada e a proporção do bloco que uma junta alargada deve ocupar, embora suas prescrições sejam diferentes e nem sempre seguidas pelos arquitetos.
Tipicamente, a rusticação após 1700 é altamente regular, com as faces frontais dos blocos planas mesmo quando trabalhadas em padrões, em oposição ao desnível real frequentemente observado nos exemplos do século XVI. Frequentemente, o modelo do Palazzo Medici Riccardi é seguido; o térreo apresenta rusticação pesada com faces texturizadas, enquanto acima há rusticação em "V" com faces lisas. Embora essas zonas horizontais de rusticação sejam as mais comuns, zonas verticais podem frequentemente ser usadas como destaques, como na ilustração de Catânia acima, ou na Cour Napoleon no Palácio do Louvre. A fachada barroca do jardim do Palazzo Pitti alcança um efeito marcante, raramente copiado, ao usar extensos "blocos", tanto arredondados (boleados) quanto retangulares, nos fustes de suas colunas e pilastras com bandas.
Embora seja essencialmente uma técnica para alvenaria de pedra, a rusticação pode ser imitada em tijolos e estuque, que começou no Palazzo Caprini de Bramante e era comum em casas menores na arquitetura georgiana, e também em madeira, que é encontrada principalmente na América Britânica.

## Variações
A variação mais comum de rusticação é a de face lisa, onde a face externa do bloco é lisa, como na cantaria, e difere dela apenas pelo corte nas juntas; este se tornou cada vez mais popular e agora é o tipo mais comumente visto. Se bordas profundamente recortadas forem trabalhadas apenas nas juntas horizontais, com a aparência das juntas verticais sendo minimizada, o efeito resultante é conhecido como "rusticação em faixas", visto principalmente nos níveis mais baixos de edifícios muito grandes, como o Palácio de Versalhes ou o edifício principal do Ministério das Relações Exteriores em Londres. Como em Versalhes, as faixas podem ser "cotoveladas", mergulhando diagonalmente ao redor dos arcos para se unir e enfatizar as aduelas . A rusticação em faixas é vista principalmente em pedras de face lisa e permaneceu popular no Classicismo Despojado e outras versões contemporâneas de estilos clássicos. Neste estilo, as faixas às vezes estão a vários metros de distância umas das outras, tornando aparente que revestimentos de pedra estão sendo usados.
Quando a pedra fica com uma superfície externa áspera, formas ásperas podem ser perfuradas ou cinzeladas na face um tanto alisada, em uma técnica chamada "vermiculação" ("rusticação vermicular"), assim chamada do latim vermiculus, que significa "pequeno verme", porque as formas lembram minhocas, moldes de minhoca ou pegadas de minhoca na lama ou areia úmida. A vermiculação esculpida requer bastante trabalho cuidadoso do pedreiro e é usada principalmente em áreas limitadas para destacá-las. Disparidades entre blocos individuais são frequentemente vistas, presumivelmente porque diferentes escultores interpretaram seus padrões de forma ligeiramente diferente ou tinham diferentes níveis de habilidade. O pequeno Mausoléu de Turner em Kirkleatham, de James Gibbs (1740), tem uma área vermiculada incomumente grande, mais da metade do nível principal. Quando as formas se juntam para formar uma rede, o estilo é chamado de "reticulado".
Na "rusticização prismática", os blocos são revestidos em ângulo próximo a cada borda, conferindo um formato semelhante ao de um prisma Quando as faces se elevam até um único ponto, isso é frequentemente conhecido por termos como "diamante" e é abordado abaixo. Eles também podem, geralmente em blocos oblongos em vez de quadrados, elevar-se até uma crista no centro. Ambos os tipos são ilustrados, com vários outros, por Serlio.

### Rustificação de diamante

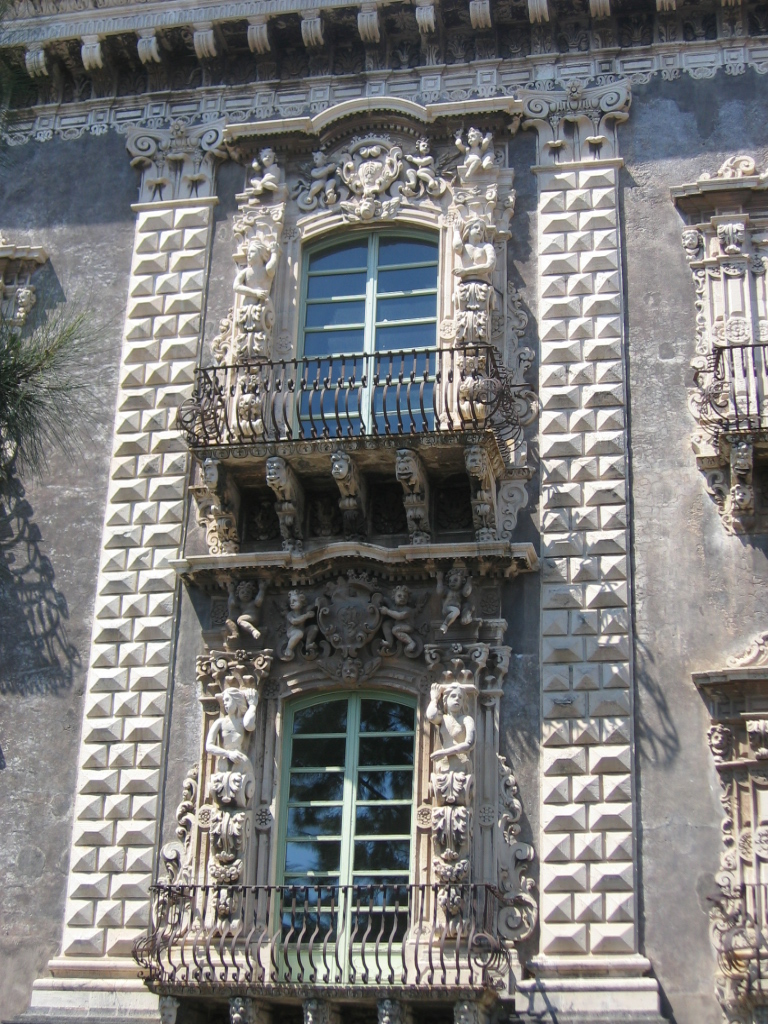
Pilastras barrocas sicilianas com dois tipos de rusticação prismática sobre fundo liso na Universidade de Catânia

Vários outros tipos de padrões em superfícies de alvenaria são às vezes chamados de rusticação. Estes incluem "ponta de diamante" ou "rusticação de diamante", onde a face de cada pedra é uma pirâmide baixa voltada para fora. Isso cobriu toda a fachada do Palazzo dei Diamanti em Ferrara, concluído em 1503, e a maior parte do Palácio das Facetas no Kremlin de Moscou, projetado por italianos e concluído em 1492, com "diamantes" retangulares. Esses "palácios de diamante" influenciaram outras paredes inteiras de diamantes na Casa dos Bicos em Portugal (após 1523, apenas pedras alternadas) e no Castelo de Crichton na Escócia (c. 1585; todas as pedras, com bordas planas entre as pirâmides).
As torres redondas do Castelo Sforzesco, em Milão, quase usam losangos, mas suas pontas são suavizadas. A ilustração à direita, de Catânia, na Sicília, alterna fileiras de três blocos quadrados em forma de "losango" com dois blocos oblongos, onde as faces se elevam em direção a uma crista em vez de uma ponta, mostrando ambas as principais formas de "rusticização prismática".
Os estilos pontiagudos não têm realmente nada a ver com a rusticação clássica e são, em vez disso, um desenvolvimento de estilos de decoração em relevo de alvenaria que eram populares na arquitetura gótica tardia, especialmente o manuelino ibérico (ou gótico tardio português) e seu equivalente na Espanha, conhecido como gótico isabelino. Quando não figurativos, são conhecidos como bossagem. Provavelmente são um desenvolvimento de estilos mudéjares de padronização de paredes. No espetacular portal do final do século XV para o Palácio de Jabalquinto em Baeza, Andaluzia, pequenas pirâmides amplamente espaçadas cobrem uma das muitas zonas com elementos esculpidos extravagantes, projetando-se de uma parede de outra forma em silhar.
Mais tarde, na arquitetura barroca, áreas relativamente pequenas de rusticação em losango foram reintegradas à arquitetura da tradição clássica e eram populares como destaques, especialmente na Sicília, no sul da Itália e na Europa Central e Oriental. O grande Palácio de Černín em Praga (década de 1660) repete a fórmula do Kremlin de uma ampla zona de losangos na altura média da fachada, embora, como as torres de Milão, estes não cheguem a um ponto.

## Rustificação fingida

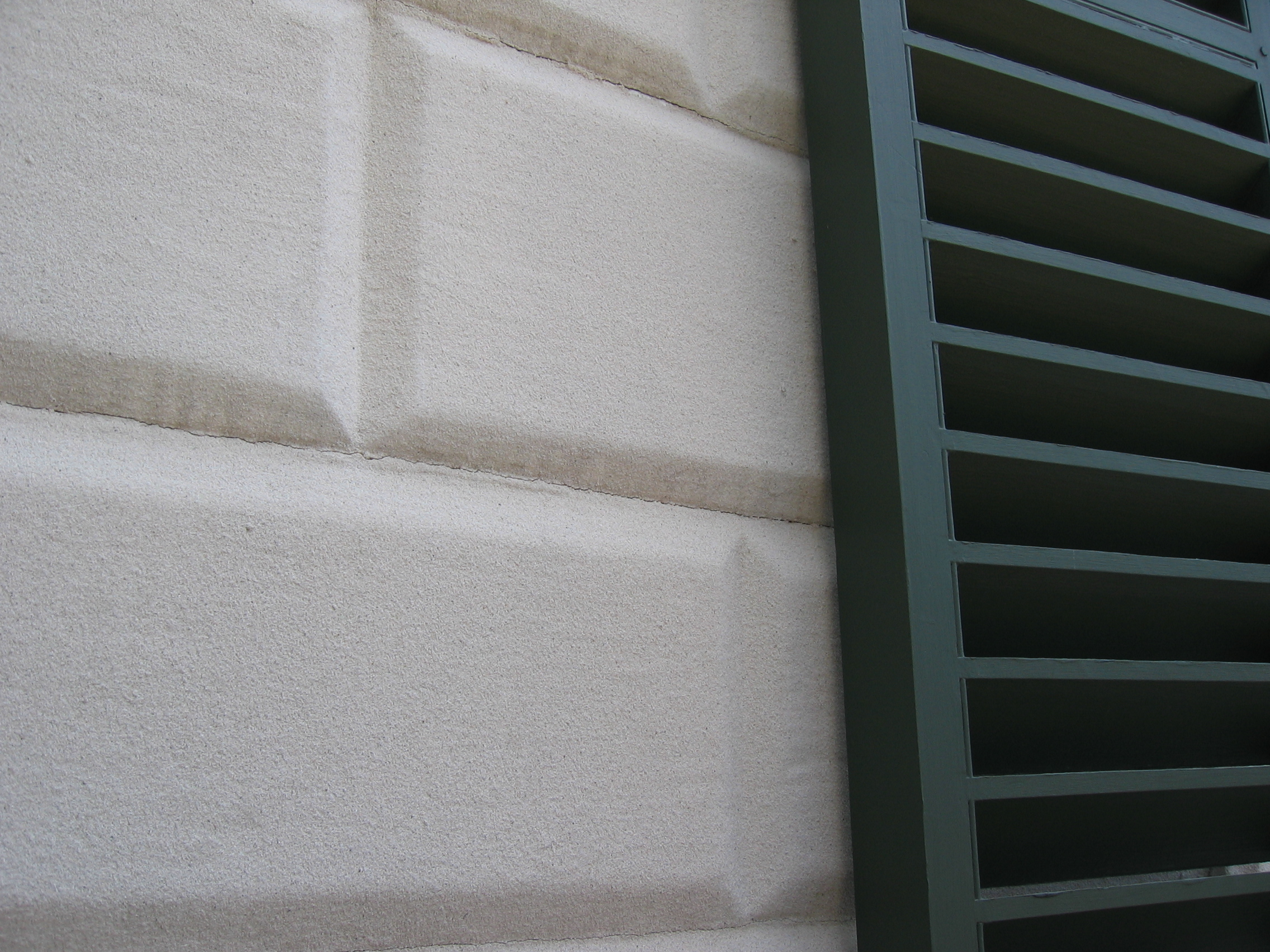
Rustificação simples e lisa em madeira em Mount Vernon ; uma imitação do estilo europeu popular na América

A aparência de rusticação, criando uma superfície áspera e inacabada, semelhante à pedra, pode ser trabalhada em um exterior de madeira. Esse processo tornou-se popular na Nova Inglaterra do século XVIII para traduzir as características da arquitetura palladiana para a linguagem do carpinteiro doméstico: na Virgínia, Monticello e Mount Vernon utilizaram essa técnica. Mount Vernon, em particular, faz uso extensivo de rusticação simulada e tinta lixada, e as superfícies originais acabadas de várias tábuas originais ainda sobrevivem.
A rusticação de um exterior de madeira consiste em três etapas básicas. Primeiro, a madeira é cortada, lixada e preparada com ranhuras chanfradas que fazem com que cada tábua pareça uma série de blocos de pedra. Segundo, a madeira é pintada com uma camada espessa de tinta. Terceiro, enquanto a tinta ainda está úmida, areia é jogada ou sopro de ar nas tábuas até que não haja mais areia grudada. Após a secagem da tinta, a tábua está pronta para uso.
Na Europa Central, especialmente na Chéquia, a rusticação simulada em sgraffito (decoração que consiste em raspar uma cor de revestimento externo para revelar outra por baixo) é uma característica do final do Renascimento em diante, continuando até o século XX. Frequentemente, a rusticação "prismática" ou "diamante" é imitada.